# Área metropolitana de Lafayette (Indiana)
El área metropolitana de Lafayette o Área Estadística Metropolitana de Lafayette, IN MSA como la denomina oficialmente la Oficina de Administración y Presupuesto, es un Área Estadística Metropolitana centrada en la ciudad de homónima, en el estado estadounidense de Indiana. El área metropolitana tiene una población de 201.789 habitantes según el Censo de 2010, convirtiéndola en la 208.º área metropolitana más poblada de los Estados Unidos.

## Composición
Los 3 condados del área metropolitana, junto con su población según los resultados del censo 2010:
- Benton – 8.854 habitantes
- Carroll – 20.155 habitantes
- Tippecanoe – 172.780 habitantes

## Principales comunidades del área metropolitana
Ciudad principal 
- Lafayette

Otras comunidades con más de 25.000 habitantes
- West Lafayette

Comunidades con 1.000 a 25.000 habitantes
- Battle Ground
- Dayton
- Delphi
- Flora
- Fowler
- Otterbein
- Oxford
- Shadeland

Comunidades con 500 a 1.000 habitantes
- Boswell
- Camden
- Clarks Hill

Comunidades con menos de 500 habitantes
- Ambia
- Burlington
- Earl Park
- Yeoman

Comunidades designadas como lugares no incorporados
| - Americus - Bringhurst - Buck Creek - Burrows - Chase - Colburn - Cutler - Deer Creek - Dunnington - Freeland Park | - Lockport - Monroe - Montmorenci - Ockley - Odell - Owasco - Pittsburg - Radnor - Raub - Rockfield | - Romney - Sharon - Sleeth - Stockwell - Swanington - Talbot - Templeton - Wadena - West Point - Wheeling |